# کوتاه‌لب‌ها
کوتاه‌لب‌ها (نام علمی: Cololabis) نام یک سرده از تیره منقارماهی‌های ناوی است.